# Aphis heraclicola
Aphis heraclicola är en insektsart. Aphis heraclicola ingår i släktet Aphis och familjen långrörsbladlöss. Inga underarter finns listade i Catalogue of Life.